# Ayacucho (tỉnh)
Tỉnh Cangallo (tiếng Tây Ban Nha: Provincia de Cangallo) là một tỉnh thuộc vùng Ayacucho của Peru. Tỉnh Cangallo có diện tích 1916 km², dân số thời điểm theo điều tra dân số ngày 11 tháng 7 năm 1993 là 33833 người. Tỉnh lỵ đóng ở Cangallo.